# Путујем, путујем
Путујем, путујем је студијски албум српског фолк певача Мирослава Илића. Албум је објављен 1984. године за издавачку кућу ПГП РТБ, а доступан је био на касети и грамофонској плочи.

## Списак песама
| №  | Назив                     | Аутор(и)                                | Трајање |  |
| 1. | Јесен седамдесет и неке   | С. Јовановић (т), Д. Александрић (м, а) |         |  |
| 2. | Остави ми прозор отворен  | С. Вуковић (т), П. Вуковић (м, а)       |         |  |
| 3. | Стално мислим на тебе     | С. Јовановић (т), Д. Александрић (м, а) |         |  |
| 4. | Далеко си сада            | О. Пјевовић (т, м, а)                   |         |  |
| 5. | Путујем, путујем...       | С. Вуковић (т), П. Вуковић (м, а)       |         |  |
| 6. | Ако се покајеш            | С. Јовановић (т), Д. Александрић (м, а) |         |  |
| 7. | Хоћу да живим             | С. Цветковић (т), П. Вуковић (м, а)     |         |  |
| 8. | Волећу те до краја живота | С. Јовановић (т), Д. Александрић (м, а) |         |  |

## Пратећи музичари
- Оркестар Драгана Александрића — оркестар
- Снежана Ђуришић — пратећи вокали

## Остале заслуге
- Предраг Вуковић — продуцент
- Тахир Дуркалић — тонски сниматељ
- Иван Ћулум — дизајн омота
- Зоран Кузмановић — фотографије